# Gabinete Cotegipe
O Gabinete Cotegipe foi o ministério formado pelo Partido Conservador em 20 de agosto de 1885 e dissolvido em 10 de março de 1888. Foi chefiado por João Maurício Wanderley, Barão de Cotegipe, sendo o 30º gabinete do Império do Brasil após o estabelecimento do Decreto n.º 523 de 1847. Foi antecedido pelo Gabinete Saraiva II e sucedido pelo Gabinete João Alfredo.

## Contexto

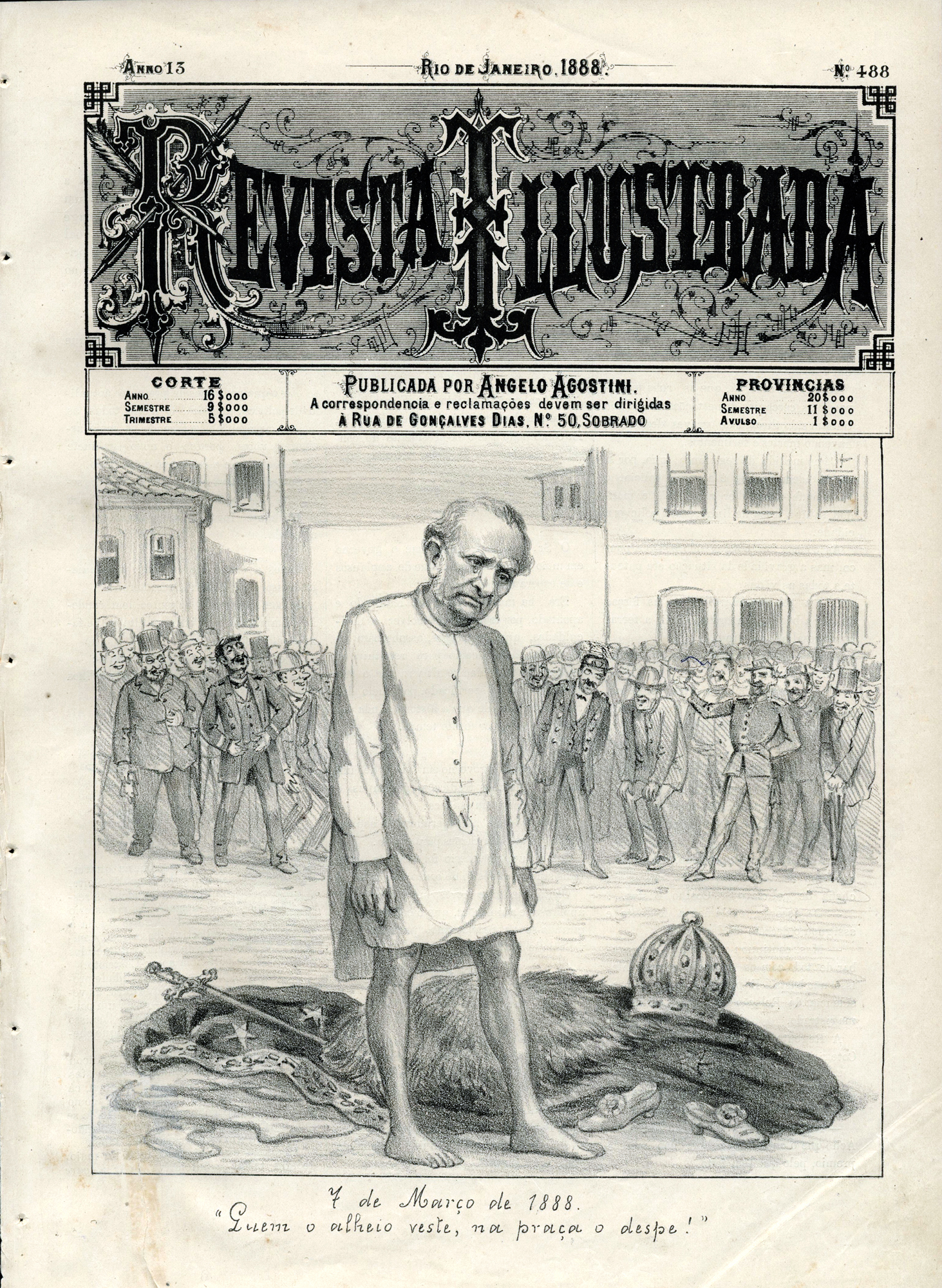
Charge a respeito da gestão Cotegipe (Revista Illustrada, 1888).

Segundo Sérgio Buarque de Holanda (2004):
[...] uma vez feita a votação final do projeto na Câmara, Saraiva se retira, para criar melhores condições políticas ao andamento da reforma servil, dando lugar à formação de um gabinete conservador, presidido por Cotegipe. [...] Conduzindo a competição interpartidária para o terreno da identificação com o escravismo, o Gabinete Cotegipe promove uma política de repressão ao abolicionismo, ao mesmo tempo em que procura atribuir ao Partido Liberal e a Saraiva toda a responsabilidade pela passagem da lei dos sexagenários.

## Composição
O gabinete foi composto da seguinte forma:
- Presidente do Conselho de Ministros: João Maurício Wanderley, Barão de Cotegipe.
- Ministro dos Negócios do Império: Ambrósio Leitão da Cunha, Barão de Mamoré; substituído em 21 de julho de 1887 por Manuel do Nascimento Machado Portela, que em 19 de setembro do mesmo ano pediu demissão, sendo substituído interinamente por João Maurício Wanderley.
- Ministro da Justiça: Joaquim Delfino Ribeiro da Luz; substituído em 10 de maio de 1887 por Samuel Wallace MacDowell.
- Ministro dos Estrangeiros: João Maurício Wanderley.
- Ministro da Fazenda: Francisco Belisário Soares de Sousa.
- Ministro da Marinha: Alfredo Rodrigues Fernandes Chaves; substituído em 12 de junho de 1886 por Samuel Wallace MacDowell, que, por sua vez, foi substituído em 10 de maio de 1887 por Carlos Frederico Castrioto.
- Ministro da Guerra: João José de Oliveira Junqueira Júnior; substituído em 12 de junho de 1886 por Alfredo Rodrigues Fernandes Chaves, que, por sua vez, foi substituído interinamente em 12 de fevereiro de 1887 por Joaquim Delfino Ribeiro da Luz, que passou a efetivo em 10 de maio de 1887.
- Ministro da Agricultura, Comércio e Obras Públicas: Antônio da Silva Prado; substituído em 10 de maio de 1887 por Rodrigo Augusto da Silva.

## Programa de governo
Segundo o Presidente do Conselho de Ministros (1885):
No fim de uma sessão tão trabalhosa, como tem sido a atual, pouco por certo podia fazer um governo [...]. Há, porém, duas medidas que, acredito, se poderão conseguir da atual Câmara dos Srs. Deputados, ou antes, uma já está conseguida. Essas duas medidas são o projeto da emancipação gradual dos escravos, e a obtenção dos meIos para constituir o governo em condições regulares de poder governar.
O gabinete apresentou o seguinte programa de governo:
- Efetuar a abolição gradual do elemento servil, respeitando a indústria agrícola.
- Reformar a Lei do Orçamento.

## Legislação aprovada
O gabinete aprovou a seguinte legislação:
- Lei nº 3.270 de 28 de setembro de 1885: Lei dos Sexagenários, regulando a extinção gradual do elemento servil.
- Decreto nº 3.272 de 5 de outubro de 1885: Altera diversas disposições referentes às execuções cíveis e comerciais (revogados: o Art. 1º da Lei nº 2.687 de 6 de novembro de 1875, o §40 do Art. 14 da Lei nº 1.237 de 24 de setembro de 1864 e quaisquer disposições em contrário).
- Decreto nº 9.510 de 17 de outubro de 1885: Concede a Francisco Eugênio de Azevedo e João Franklin de Alencar Lima ou à empresa que for por eles organizada, os favores da Lei nº 3.151 de 9 de dezembro de 1882 relativamente aos edifícios que construírem para habitação de operárias e classes pobres (idêntica a Luiz Raphael Vieira Souto e outro).
- Decreto nº 9.515 de 31 de outubro de 1885: Altera várias disposições dos estatutos das faculdades de Medicina.
- Decreto nº 9.517 de 14 de novembro de 1885: Aprova o regulamento para a nova matrícula dos escravos menores de 60 anos de idade, arrolamento especial dos de 60 anos de idade e apuração da matrícula, em execução do Art. 1º da Lei nº 3.270 de 28 de setembro de 1885.
- Decreto nº 9.522 de 28 de novembro de 1885: Suspende a execução dos estatutos das faculdades de Direito, mandados observar pelo Decreto nº 9.360 de 17 de janeiro de 1885.
- Decreto nº 9.535 de 12 de dezembro de 1885: Eleva a 1.322:817$425 os créditos extraordinários, etc., afim de ocorrer-se às despesas não só com a conclusão do edifício destinado ao lazareto da Ilha Grande, mas também com a aquisição dos móveis necessários à instalação do respectivo serviço quarentenário.
- Decreto nº 3.278 de 26 de junho de 1886: Aprova o contrato celebrado entre o Governo Imperial e o cidadão francês Henri Brianthe para iluminação da cidade do Rio de Janeiro por gás corrente.
- Decreto nº 3.309 de 9 de outubro de 1886: Declara os vencimentos que devem perceber os magistrados que forem aposentados, nos termos dos § 1º e 11 do Art. 29 da Lei nº 2.033 de 20 de setembro de 1871 e tornando obrigatória a aposentação, completando o magistrado 75 anos de idade.
- Lei nº 3.310 de 15 de outubro de 1886: Revoga o Art. 60 do Código Criminal e a Lei nº 4 de 10 de junho de 1835, na parte que impõe a pena de açoites.
- Lei nº 3.311 de 15 de outubro de 1886: Estabelece penas para os crimes de destruição, dano, incêndio e outros.
- Decreto nº 9.549 de 23 de janeiro de 1886: Manda observar o regulamento para execução da Lei nº 3.272 de 5 de outubro de 1885 que alterou diversas disposições referentes as execuções cíveis e comerciais (penhora, avaliação, arrematação, adjudicação, recursos, revista, agravos, nulidades, ações e menções hipotecárias, embargos nestas, escrituras e inscrições destas, penhor agrícola, etc.).
- Decreto nº 9.554 de 3 de fevereiro: Reorganiza o serviço sanitário do Império.
- Decreto nº 9.563 de 6 de março de 1886: Promulga o tratado para reconhecimento dos rios Piquiri e Santo Antônio, Chapecó ou Piquiri, e Chopim ou Santo Antônio, e do território que os separa e está em litígio entre o Brasil e a República Argentina.
- Decreto nº 9.538 de 13 de março de 1886: Promulga os atos adicionais à convenção postal universal de 1 de junho de 1878 e ao respectivo regulamento, concluídos em Lisboa a 21 de março de 1885.
- Decreto nº 9.581 de 17 de abril de 1886: Autoriza a conversão das apólices da dívida pública, de juros de 6% para 5%, emitidas em virtude da Lei de 15 de novembro de 1827.
- Decreto nº 9.592 de 1 de maio de 1886: Declara que continuarão a ser vagos os exames finais dos alunos da escola de minas, etc.
- Decreto nº 9.593 de 7 de maio de 1886: Manda cobrar, para o fundo de emancipação, a taxa de 5% adicionais a todos os impostos gerais, exceto os de exportação.
- Decreto nº 9.602 de 12 de junho de 1886: Aprova o regulamento para a execução dos arts. 3º e 4° da Lei nº 3.270 de 28 de setembro de 1885 (dedução do valor do escravo).
- Decreto nº 9.611 de 26 de junho de 1886: Reúne em um só estabelecimento, sob a denominação de Escola Naval, a escola de Marinha e o Colégio Naval.
- Decreto nº 9.647 de 2 de outubro de 1886: Determina que se executem com diversas alterações as disposições em vigor relativas aos exames gerais de preparatórios.
- Decreto nº 9.682 de 29 de novembro de 1886: Abre ao Ministério do Império um crédito extraordinário de 500:000$ afim de socorrer às despesas imprevistas determinadas pelas medidas preventivas da invasão do cholera-morbus no Império.
- Decreto nº 9.688 de 24 de dezembro de 1886: Aprova o novo regulamento para a inspeção do serviço da iluminação da cidade do Rio de Janeiro.
- Decreto nº 3.316 de 11 de junho de 1887: Aprova na parte penal o regulamento acerca do registro dos nascimentos, casamentos e óbitos, autorizando o governo a reformar o mesmo regulamento.
- Lei nº 3.318 de 28 de junho de 1887: Outorga o consentimento de que trata o Art. 104 da Constituição para que S. M. o Imperador possa sair do Império, etc.
- Decreto nº 3.322 de 14 de julho de 1887: Determina que os ofícios de Justiça sejam providos nas províncias pelos respectivos presidentes, mediante concurso.
- Decreto nº 3.340 de 14 de outubro de 1887: Altera o processo das eleições dos membros das Assembleias Legislativas Provinciais e dos vereadores das Câmaras Municipais.
- Decreto nº 3.346 de 14 de outubro de 1887: Estabelece regras para o registro de marcas de fábrica e comércio.
- Decreto nº 9.697 de 15 de janeiro de 1887: Aprova as instruções regulando o abono de vencimentos militares.
- Decreto nº 9.703 de 22 de janeiro de 1887: Aprova o regulamento da escola tática de tiro da província do Rio Grande do Sul.
- Decreto nº 9.712 de 5 de fevereiro de 1887: Autoriza ao nomeação de despachantes para a recebedoria do Rio de Janeiro.
- Decreto nº 9.717 de 5 de fevereiro de 1887: Aprova o regulamento do laboratório químico farmacêutico militar.
- Decreto nº 9.726 de 19 de fevereiro de 1887: Providencia sobre o serviço sanitário nos portos onde não há inspetoria de saúde.
- Decreto nº 9.738 de 2 de abril de 1887: Dá regulamento para as caixas econômicas e os montes de socorro, e outras providências.
- Decreto nº 9.749 de 6 de maio de 1887: Manda cumprir a declaração interpretativa dos arts. 2º e 4° da convenção internacional para a proteção dos cabos submarinos.
- Decreto nº 9.754 de 19 de maio de 1887: Concede a Américo de Castro ou à empresa por este organizada, os favores da lei, relativamente aos edifícios que construir para habitação de operários e classes operárias.
- Decreto nº 9.766 de 14 de julho de 1887: Estabelece regras para cobrança dos impostos sujeitos a lançamento.
- Decreto nº 9.790 de 17 de outubro de 1887: Dá instruções para a execução do Decreto Legislativo nº 3.340 de 14 de outubro de 1887, que alterou o processo eleitoral para eleição dos membros para as Assembleias Provinciais.
- Decreto nº 9.801 de 5 de novembro de 1887: Declara a inteligência de algumas disposições da Lei nº 3.129 de 14 de outubro de 1882 (acerca da prioridade do direito de propriedade do inventor).
- Decreto nº 9.827 de 31 de dezembro de 1887: Regula as habilitações para o exercício da profissão de agrimensor.
- Decreto nº 9.828 de 31 de dezembro de 1887: Aprova o regulamento para a execução da Lei n° 3.346 de 14 de outubro de 1887 sobre marcas de fábrica e de comércio.
- Decreto nº 9.829 de 31 de dezembro de 1887: Reforma o corpo de bombeiros.
- Decreto nº 9.836 de 9 de janeiro de 1888: Aprova o regulamento para a diretoria geral das obras militares.
- Decreto nº 9.843 de 14 de janeiro de 1888: Manda observar o regulamento para execução das bases adotadas pela convenção internacional de 14 de março de 1884, com o fim de proteger os cabos submarinos.
- Decreto nº 9.845 de 27 de janeiro de 1888: Aprova o regulamento para o laboratório pirotécnico da província de Mato Grosso.
- Decreto nº 9.857 de 8 de fevereiro de 1888: Revoga os arts. 5° e 12 do Decreto nº 8.205 de 30 de junho de 1881 e derroga os arts. 3° e 6º do Regulamento nº 9.251 de 26 de junho de 1884 (referentes às escolas militares da Corte e província do Rio Grande do Sul).
- Decreto n° 9.859 de 8 de fevereiro de 1888: Concede a Arthur Sauer, etc., diversos favores relativamente aos edifícios que construir para habitação de operários e classes pobres.
- Decreto nº 9.869 de 22 de fevereiro de 1888: Providencia sobre a arguição na prova de defesa de teses nos concursos para provimento dos lugares de lentes das faculdades de Medicina.
- Decreto nº 9.870 de 22 de fevereiro de 1888: Dá regulamento para arrecadação do imposto de indústrias e profissões.
- Decreto nº 9.882 de 29 de fevereiro de 1888: Aprova o regulamento da Estrada de Ferro D. Pedro II.
- Decreto nº 9.885 de 29 de fevereiro de 1888: Dá regulamento para o processo executivo fiscal.
- Decreto nº 9.886 de 7 de março de 1888: Manda observar o novo regulamento para a execução do Art. 2º da Lei nº 1.829 de 9 de setembro de 1870 na parte que estabelece o registro civil dos nascimentos, casamentos e óbitos, etc.
- Decreto nº 9.893 de 7 de março de 1888: Manda executar o regulamento organizando o serviço incumbido aos procuradores dos feitos da Fazenda Nacional (vid. Art. 3º da Lei nº 3.348 de 20 de outubro de 1887).
- Decreto nº 9.894 de 9 de março de 1888: Altera várias disposições dos regulamentos do Imperial Colégio de Pedro II.